# 망석중놀이
그림자극과 줄인형극의 요소를 가지고 있는 망석중놀이는 고려시대부터 사월초파일 관등놀이의 하나로 행해졌던 것으로 추정되며 고려시대에 글을 모르는 민중들에게 부처님 말씀을 쉽고 재미있게 전하기 위해 것으로 끝없는 탐신과 영욕을 쫓는 인생의 덧없고 무상함을 일깨우는 내용을 담고 있으며 현재까지 전해오는 유일한 전통그림자극이다.
나무인형인 '망석중'과 십장생, 용, 잉어 등이 차례로 나오며 인생의 무상함과 불교의 윤회사상을 표현하는 것이 주된 내용이다.
이 놀이는 1920년대 개성에서 공연되었다는 기록과 더불어 1929년 동아일보 기사에 언급된 것으로 끝으로 맥이 끊겼다.
이후 민속학자인 심우성 씨가 만석중놀이 재현을 위해 10여년 간 자료를 찾고 증언을 모아 1983년 4월 24일 서울문예회관 소극장에서 처음으로 만석중놀이 발굴 발표를 하였다.
그 뒤로는 1997년 만들어진 거창 우리문화연구회에서 ‘만석중놀이보존회’를 결성하여 이어오고 있다.

## 같이 보기
- 망석중